# Легат Јована Суботића
Легат Јована Суботића је репрезентативна збирка материјалних и културних добара које је као дародавац, Завичајном музеју Земуна, као саставном делу Музеја града Београда, легиро његов унук, Иван В. Суботић. Јован Суботић је припадао генерацији адвоката, српски песника, политичара и дипломата и један од највећих полиграфа међу писцима, који су живели и стварали средином 19 века.

## Живот и каријера носиоца легат Јована Суботића
После завршене гимназије у Сремским Карловцима и Сегедину, студиеао је у Пешти, где је докторирао на филозофији 1836. године, а 1840. године, апотом на праву. Баввио се адвокатуром, од 1842. године до 1847. године је уређивао "Летопис Матице српске", који је тада још излазио у Пешти.
Револуционарне 1848. године био је иницијатор и сазивач скупштине Срба у Пешти која је имала задатак да с обзиром на опште политичке прилике у Аустрији, формулише српске захтеве. Исте године, учествовао је и на мајској скупштини у Сремским Карловцима, на којој је установљена Карловачка патријаршија и митрополит Јосиф Рајачић.
За време боравка у Загребу, као драмски писац био је постављен за управитеља Земаљског казалишта, где је успешно сарађивао са позоришним реформатором, писцем и глумцем Јосипом Фројденрајхом. О тој сарадњи оставио је драгоцена сведочанства у својој "Автобиографија", коју је издала Матица српска у Новом Саду. Књижевно стваралаштво започео је лирским песништво романтичне инспирације, а више успеха је показао у драмама са национално-историјском тематиком какве су „Херцег-Владислав“, „Немања“, „Милош Обилић“ и „Звонимир“. Оне су му донеле популарност какву је код Срба имао још једино Стерија Поповић.
У Нови Сад је прешао 1868. године, где се бавио адвокатуром. Ту је био биран за председника Матице српске и прочелника „Друштва за Српско народно позориште“. Својим деловањем је успешно повезивао српске и хрватске културне и политичке центре као што су Нови Сад, Загреб, Осијек и Београд, где је, такође, боравио неко време.
Писао је лирске песме, класицистичке оде и елегије, херојске песме, романтичне епове, сентименталне приповетке, критике, радове из теорије и историје књижевности, чланке разне садржине, огледао се у роману, написао опсежну аутобиографију, састављао, уз то, чланке антологије, школске уџбенике, два пута био уредник Српског летописа. Од 1861. године до краја живота учествује у политичком животу Угарске, нарочито Хрватске и Војводине. Шездесетих година, у доба цветања романтичне драме, он је један од њених најплоднијих представника. Песме су му под јаким утицајем народне поезије. Године 1838. штампао је спев „Потопљена Пешта“.

## Историјат легата
Заоставштина породице Суботић, која је поклоњена Музеју 1975. године, састоји се од 56 предмета који су углавном везани за ове три личности: 
- др Јована Суботића — родоначелника породице
- др Војислав Суботића — по професији хирурга, професора медицине и једног од оснивача Медицинског факултета у Београду, и добровољца у Првом светском рату као и његов син Иван.
- Дејана Суботића — најстаријег Јовановог сина, који се школовао се на руским војним академијама и достигао чин генерал—лефтенанда.

После смрти др Анке Суботић, рођене Гођевац, њена ћерка Ружица и зет инг. Игор Переплотсиков, предали су 1986. године Музеју два албума са 300 породичних фотографија, генеалогијама породица др Ивана Суботића и др Анке Суботић, разна документа везана за обе породице, минијатуре ордења др Ивана В. Суботића, дипломе, пасоше и друге легитимације др Ивана Суботића, еполете др Војислава Суботића из Првог светског рата и друго. 

## О Легату
Легат чине:
- повеље урезане у сребру посвећене Дејану Суботићу,
- одликовања др Војислава,
- породични албуми,
- породичне фотографије (око 300),
- сребрни ибрик, породичне фотографије,
- минијатуре ордења др Ивана В. Суботића,
- дипломе, пасоши и друге легитимације др Ивана Суботића,
- еполете др Војислава Суботића из Првог светског рата и друго.

## Стална поставка
Стална поставке, соба родоначалника породице Суботић, првобитно је била постављена у Завичајном музеју Земуна, смештеом у некадашњој кући врло имућну и утицајну породицу Спирта, подигнуте средином 19. века, као саставном делу Музеја града Београда. Тренутно је Музеј затворен због реконструкције.